# Silbergeier
Silbergeier è una via lunga di arrampicata sportiva in Rätikon, Svizzera aperta dal basso da Beat Kammerlander e Kuoni Kammerlander nel 1993 e liberata da Beat l'anno successivo.

## La via
La via fa parte della Trilogia delle Alpi, tre vie d'arrampicata tra le più difficili delle Alpi.

## Salite
- Beat Kammerlander e Kuoni Kammerlander - 1993 - Prima salita
- Beat Kammerlander - 1994 - Prima salita in libera
- Peter Shaffler - 1997 - Seconda salita
- Stefan Glowacz - 1998 - Terza salita
- Pietro Dal Prà - 24 giugno 1999 - Quarta salita[1]
- Andreas Jörg - 1999 - Quinta salita
- Iker Pou - agosto 2002[2]
- Harald Berger - 2005[3]
- Ondra Benes - 7 luglio 2006[4]
- Adam Ondra - 27 luglio 2007[5]
- Nicolas Favresse - 2009[6]
- Adam Pustelnik - luglio 2009[7]
- Cédric Lachat - 27 giugno 2011[8]
- Nina Caprez - 2 luglio 2011 - Prima salita femminile[9]
- Mario Prinoth - 2 agosto 2011[10]
- Gérôme Pouvreau - luglio 2013[11]
- Barbara Zangerl - luglio 2013 - Seconda salita femminile[12]
- Nalle Hukkataival - 21 giugno 2014[13]
- Viz Fineron - 2014[14]
- Robbie Phillips - 2015[14]
- Łukasz Dudek - agosto 2015[15]
- Alessandro Zeni - 20 agosto 2017[16]